# Sabine Van Heghe
Sabine Van Heghe, née le 8 septembre 1960, est une femme politique française. Elle est élue sénatrice du Pas-de-Calais en 2017.

## Biographie
Elle est élue conseillère générale du canton de Leforest lors des cantonales de 2008. Elle n'est pas reconduite en 2015,.
De 2008 à 2017, elle est la 3e adjointe au maire chargée des finances, de la communication et de la citoyenneté,,.
En 2011, le sénateur Daniel Percheron lui propose d'être candidate sur sa liste lors des sénatoriales. Elle figure en 6e position sur la liste PS, mais elle n'est pas élue.
Le 24 septembre 2017, elle est élue sénatrice du Pas-de-Calais,,,, mandat qu'elle exercera jusqu'en 2023.
Membre du MRC, elle refuse le choix de la direction de se rapprocher de La France insoumise et de fusionner avec le mouvement APRÉS. Elle participe le 12 novembre 2018 à la refondation du Mouvement des citoyens.

## Mandats et fonctions
- Sénatrice du Pas-de-Calais depuis le 24 septembre 2017
- Présidente de la Mission d'Information sénatoriale sur le harcèlement et le cyberharcèlement scolaire, de mars à septembre 2021.
- Membre de la Commission des Affaires Sociales, de 2017 à 2020.
- Adjointe au maire de Dourges, chargée des Finances et de la Communication, de 2001 à 2017.
- Conseillère communautaire à la Communauté d’Agglomération d’Hénin-Carvin de 2008 à 2020 – Membre de la Commission des Finances puis de la Commission développement économique.
- Vice-Présidente du conseil général du Pas-de-Calais de 2008 à 2015
- Administratrice du Service Départemental d’Incendie et de Secours du Pas-de-Calais de 2008 à 2014
- Présidente de la Commission de Contrôle des comptes du Crédit Social des Fonctionnaires de 2011 à 2015.